# Liste des bases de plein air et de loisirs en France
Cet article concerne les bases de plein air et de loisirs de France. Pour les parcs d'attractions et aquatiques en France, voir liste des parcs de loisirs de France.
La liste des bases de plein air et de loisirs en France présente les bases de plein air et de loisirs présentes sur le territoire français.

## Liste
| Nom                                                     | Région               | Département       | Ville                                     | Date d'ouverture | Superficie (ha) | Géolocalisation             | Image                                        |
| ------------------------------------------------------- | -------------------- | ----------------- | ----------------------------------------- | ---------------- | --------------- | --------------------------- | -------------------------------------------- |
| Axo'plage                                               | Hauts-de-France      | Aisne             | Saint Clément                             |                  | 40              | 49° 16′ 59″ N, 3° 21′ 41″ E |                                              |
| Base de loisirs de Jumièges                             | Normandie            | Seine-Maritime    | Le Mesnil-sous-Jumièges                   |                  | 180             |                             |                                              |
| Base de loisirs de la Ramée                             | Occitanie            | Haute-Garonne     | Tournefeuille                             |                  | 248             | 43° 33′ 44″ N, 1° 22′ 39″ E | La zone de loisirs de la Ramée, le lac       |
| Base de loisirs de Saint-Clément                        | Auvergne-Rhône-Alpes | Allier            | Saint Clément                             |                  |                 |                             |                                              |
| Base de loisirs de Saint-Leu-d'Esserent                 | Hauts-de-France      | Oise              | Saint-Leu-d'Esserent                      | 1991             | 16              |                             |                                              |
| Base de loisirs de Saint-Sardos                         | Occitanie            | Tarn-et-Garonne   | Saint-Sardos                              |                  | 44              | 43° 53′ 45″ N, 1° 09′ 59″ E |                                              |
| Base de loisirs des Mottets                             | Auvergne-Rhône-Alpes | Savoie            | Viviers-du-Lac                            |                  | 15              |                             | Base de loisirs des Mottets (lac du Bourget) |
| Base de loisirs du Bois Français                        | Auvergne-Rhône-Alpes | Isère             | Saint-Ismier, Le Versoud                  |                  | 75              |                             |                                              |
| Iloa Les Rives de Thiers                                | Auvergne-Rhône-Alpes | Puy-de-Dôme       | Thiers                                    | 1989             | 70              | 45° 52′ 04″ N, 3° 29′ 15″ E |                                              |
| Base régionale de plein air et de loisirs de Léry-Poses | Normandie            | Eure              | Léry                                      |                  | 1 000           |                             | Le lac du Mesnil                             |
| Étang de la Vallée                                      | Centre-Val de Loire  | Loiret            | Combreux, Vitry-aux-Loges                 |                  | 71              |                             |                                              |
| Étang des Noues                                         | Pays de la Loire     | Maine-et-Loire    | Cholet                                    |                  | 35              |                             |                                              |
| Étang du Puits                                          | Centre-Val de Loire  | Loiret, Cher      | Cerdon, Argent-sur-Sauldre, Clémont       |                  | 180             | 47° 34′ 32″ N, 2° 25′ 48″ E | L'étang du Puitscentré                       |
| Île Charlemagne - Parc de Loire                         | Centre-Val de Loire  | Loiret            | Saint-Jean-le-Blanc                       | 1987             | 70              |                             |                                              |
| Île de loisirs de Bois-le-Roi                           | Île-de-France        | Seine-et-Marne    | Bois-le-Roi                               | 1972             | 75              | 48° 28′ 58″ N, 2° 43′ 20″ E |                                              |
| Île de loisirs de Vaires-Torcy                          | Île-de-France        | Seine-et-Marne    | Vaires-sur-Marne Torcy                    | 1980             | 350             | 48° 51′ 53″ N, 2° 38′ 33″ E |                                              |
| Île de loisirs de Buthiers                              | Île-de-France        | Seine-et-Marne    | Buthiers                                  | 1977             | 150             | 48° 17′ 36″ N, 2° 25′ 58″ E |                                              |
| Île de loisirs de Jablines-Annet                        | Île-de-France        | Seine-et-Marne    | Jablines Annet-sur-Marne                  | 1972             | 500             | 48° 54′ 39″ N, 2° 43′ 50″ E |                                              |
| Île de loisirs des Boucles de Seine                     | Île-de-France        | Yvelines          | Moisson Mousseaux                         | 1978             | 440             | 49° 03′ 38″ N, 1° 40′ 50″ E |                                              |
| Île de loisirs de Saint-Quentin-en-Yvelines             | Île-de-France        | Yvelines          | Saint-Quentin-en-Yvelines                 | 1973             | 600             | 48° 47′ 15″ N, 2° 00′ 28″ E |                                              |
| Île de loisirs de Val-de-Seine                          | Île-de-France        | Yvelines          | Les Mureaux Verneuil-sur-Seine            | 1983             | 260             | 49° 00′ 01″ N, 1° 57′ 24″ E |                                              |
| Île de loisirs d'Étampes                                | Île-de-France        | Essonne           | Étampes                                   | 1977             | 187             | 48° 25′ 35″ N, 2° 09′ 39″ E |                                              |
| Île de loisirs du Port-aux-Cerises                      | Île-de-France        | Essonne           | Draveil Vigneux-sur-Seine                 | 1980             | 160             | 48° 41′ 37″ N, 2° 24′ 02″ E |                                              |
| Île de loisirs de la Corniche des Forts                 | Île-de-France        | Seine-Saint-Denis | Romainville Pantin Les Lilas Noisy-le-Sec | 2021             | 64              | 48° 53′ 15″ N, 2° 25′ 49″ E |                                              |
| Île de loisirs de Créteil                               | Île-de-France        | Val-de-Marne      | Créteil                                   | 1980             | 62              | 48° 46′ 38″ N, 2° 26′ 54″ E |                                              |
| Île de loisirs de Cergy-Pontoise                        | Île-de-France        | Val-d'Oise        | Cergy-Pontoise                            | 1977             | 250             | 49° 01′ 50″ N, 2° 02′ 49″ E |                                              |
| Natural Wake Parc                                       | Auvergne-Rhône-Alpes | Allier            | Paray-sous-Briailles                      | 2014             |                 |                             |                                              |
| Paris Plages                                            | Île-de-France        | Paris             | Paris                                     | 2002             |                 |                             | Paris Plages                                 |
| Plan d'eau de Cuchet                                    | Auvergne-Rhône-Alpes | Ain               | Murs-et-Gélignieux                        |                  | 25 hectares     |                             |                                              |